# Катежно
Катежно — деревня в южной части Струго-Красненского района Псковской области. Входит в состав Новосельской волости
Расположена в 40 км к юго-западу от посёлка Струги Красные, к северо-востоку от бывшего волостного центра Цапелька.

## Население
| 2001 | 2002 | 2010 | 2011 |
| ---- | ---- | ---- | ---- |
| 156  | ↘140 | ↘98  | ↗126 |

Численность населения деревни по оценке на начало  2001 года составляла 156 жителей, на 2011 год — 126 жителей.

## История
В 1892 году устроен деревянный латышский лютеранский молитвенный дом, закрыт в 1920-х.
С 1927 до 1959 года деревня являлась центром Катежинского сельсовета. С 1927 до 1932 и с 1935 до 1958 года она входила в состав Новосельского района, с 1932 до 1935 и с 1958 года — входит в состав Стругокрасненского района. В январе 1959 года деревня была включена в Цапельский сельсовет, а в январе 1995 года — в Цапельскую волость.
С апреля 2015 года с упразднением Цапельской волости деревня входит в состав Новосельской волости.